# Eunice Thomas Miner

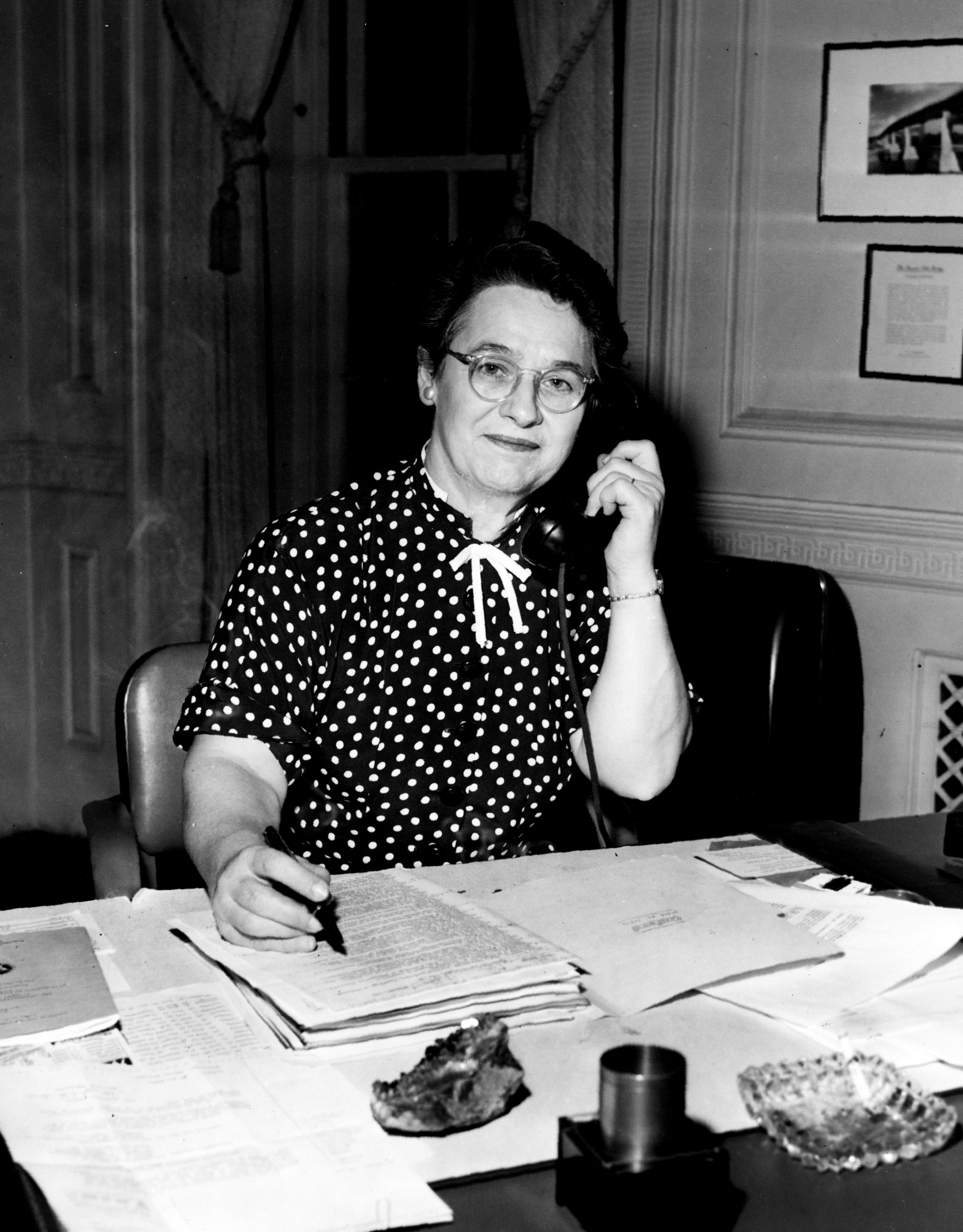
Eunice Thomas Miner en 1967.

Eunice Thomasina Thomas Miner (8 de agosto de 1899 - 18 de marzo de 1993), llamada cariñosamente "Tommy",  se desempeñó como directora ejecutiva de la Academia de Ciencias de Nueva York de 1939 a 1967. Supervisó la revitalización de la organización y consiguió una nueva sede donada por Norman Woolworth (hermano de Frank Winfield Woolworth ). Fue una defensora del apoyo de la ciencia a causas de salud pública, incluida la colaboración con Hilary Koprowski para apoyar el trabajo sobre la vacuna contra la polio . Miner se unió a la Academia de Ciencias de Nueva York en 1935 cuando su trabajo como asistente de investigación en el departamento de biología de invertebrados del Museo Americano de Historia Natural se cruzó con el Estudio Científico de Puerto Rico y las Islas Vírgenes de la Academia.

## Vida personal
Eunice Thomasina Thomas Miner nació el 8 de agosto de 1899 en Everett, Middlesex, Massachusetts.   Sus padres fueron Frank Kent Thomas y Elizabeth R. Wilson, ambos que murieron temprano en el área del condado de Middlesex, Massachusetts. Asistió a la Universidad de Boston y se graduó en 1925. Estuvo casada con Roy Waldo Miner, curador de zoología en el Museo Americano de Historia Natural,  el 23 de junio de 1926 en North Adams, Berkshire, Massachusetts. Fue presidente de la Academia de Ciencias de Nueva York.  Entre sus muchas amigas se encontraba la renombrada antropóloga Margaret Mead, a quien conoció mientras ambas mujeres trabajaban como asistentes de investigación en el Museo Americano de Historia Natural .  Durante sus años de jubilación, se mudó a Florida. Murió el 18 de marzo de 1993 en Florida. 

## Carrera
Miner se desempeñó como director del Museo Histórico Marino, miembro de la junta directiva de la Fundación Internacional para las Ciencias, director del Fondo Nacional para la Paraplejía y muchas funciones administrativas diferentes en la Academia de Ciencias de Nueva York . Fue nombrada para el cargo de secretaria ejecutiva de la Academia de Ciencias de Nueva York en octubre de 1939 por el consejo científico de la academia. Sus primeros esfuerzos como secretaria ejecutiva fueron llevar a cabo una serie de campañas de membresía cuyo éxito, según Simon Baatz, "dependía más de una naturaleza gregaria que de los méritos científicos de la organización". 
En 1948, el número de miembros de la academia era de 4.000 y requirió que la academia encontrara un nuevo hogar fuera de las dos salas proporcionadas como espacio de reuniones por el Museo Americano de Historia Natural . La academia lanzó una recaudación de fondos de 1.000.000 de dólares para la compra de una nueva casa.  Parte de las responsabilidades de Miner en la campaña de recaudación de fondos incluía solicitar donaciones de filántropos adinerados, incluido Normal Woolworth.  Woolworth quedó "tan impresionado por la elocuencia, la energía y el entusiasmo de Miner que, al enterarse de la búsqueda de un nuevo hogar por parte de la Academia, simplemente donó su mansión con el único requisito de que la Academia pagara todos los honorarios legales necesarios relacionados con la transferencia".  Si bien Miner logró asegurarle a la academia un nuevo hogar, hay poca evidencia de que la academia logró recaudar $ 1,000,000. Sin embargo, la campaña recaudó fondos suficientes para renovar la casa Woolworth, que fue donada a la academia como donación de 1.000.000 de dólares en 1948.  Estas actualizaciones permitieron que la academia prosperara como un lugar de encuentro central en la comunidad científica de Nueva York para eventos y conferencias especiales.Miner se retiró como director ejecutivo de la Academia de Ciencias de Nueva York en 1967. Al momento de su retiro, la academia realizó un simposio especial para honrar sus grandes logros para la institución en la reunión anual. La academia la citó como la fuente del aumento de miembros de 350 miembros en 1939 a más de 26.000 en 1967.